# Isosaari (ö i Finland, Kajanaland, Kehys-Kainuu, lat 65,23, long 28,45)
Isosaari är en ö i Finland. Den ligger i sjön Ahveninen och i kommunen Suomussalmi i den ekonomiska regionen  Kehys-Kainuu  och landskapet Kajanaland, i den centrala delen av landet, 600 km norr om huvudstaden Helsingfors. Öns area är 0,5 hektar och dess största längd är 140 meter i sydöst-nordvästlig riktning.